# Arnie Brown
Pour les articles homonymes, voir Brown.
Stewart Arnold Brown, dit Arnie Brown, (né le 28 janvier 1942 à Oshawa dans la province de l'Ontario au Canada et mort le 26 juillet 2019), est un joueur professionnel canadien de hockey sur glace qui évoluait au poste de défenseur.

## Biographie
Arnie Brown joue en junior avec les St. Michael's Majors de Toronto dans l'Association de hockey de l'Ontario de 1959 à 1961. Lors de cette dernière saison, il dispute la Coupe Memorial qu'il remporte avec son équipe. Il rejoint ensuite l'organisation des Maples Leafs avec lesquels il dispute deux matchs lors de la saison 1961-1962, jouant le reste du temps avec l'équipe junior des Marlboros de Toronto. En 1962-1963, il est laissé à la disposition du club école des Maples Leafs, dans la Ligue américaine de hockey, les Americans de Rochester. En 1963-1964, joue 4 nouveaux matchs avec les Maple Leafs mais passe encore l'essentiel de la saison avec les Americans. Le 22 février 1964, il est échangé aux Rangers de New York en compagnie de Dick Duff, Bob Nevin, Rod Seiling et Bill Collins contre Andy Bathgate et Don McKenney et termine la saison avec le club école de ces derniers, les Clippers de Baltimore.
À partir de la saison suivante, il devient un des défenseurs des Rangers. Lors des séries éliminatoires de la Coupe Stanley 1970, il commence à souffrir des genoux et au cours de la saison 1970-1971 il est échangé aux Red Wings de Détroit avec Mike Robitaille et Tom Miller contre Bruce MacGregor et Larry Brown. Il joue 3 dernières saisons dans la LNH avec Détroit, les Islanders de New York et les Flames d'Atlanta avant de rejoindre les Blades de Baltimore puis les Blazers de Vancouver dans l'Association mondiale de hockey pour la saison 1974-1975 à l'issue de laquelle il prend sa retraite. Il travaille ensuite pour l'entreprise Monsanto et est élu conseille du canton de North Kawartha en 2003. Il a été intronisé au Peterborough & District Sports Hall of Fame.
Il meurt en juillet 2019 à l'âge de 77 ans.

## Statistiques

### Joueur
| Saison     | Équipe                          | Ligue          |     | Saison régulière | Saison régulière | Saison régulière | Saison régulière | Saison régulière |   | Séries éliminatoires | Séries éliminatoires | Séries éliminatoires | Séries éliminatoires | Séries éliminatoires |
| Saison     | Équipe                          | Ligue          | PJ  | B                | A                | Pts              | Pun              | PJ               | B | A                    | Pts                  | Pun                  |                      |                      |
| 1959-1960  | St. Michael's Majors de Toronto | OHA            | 48  | 2                | 5                | 7                | 112              | 10               | 0 | 2                    | 2                    | 14                   |                      |                      |
| 1960-1961  | St. Michael's Majors de Toronto | OHA            | 47  | 7                | 11               | 18               | 110              | 20               | 6 | 9                    | 15                   | 60                   |                      |                      |
| 1961       | St. Michael's Majors de Toronto | Coupe Memorial | 9   | 0                | 4                | 4                | 26               | 9                | 0 | 4                    | 4                    | 26                   |                      |                      |
| 1961-1962  | Marlboros de Toronto            | OHA            | 19  | 7                | 10               | 17               | 70               | 7                | 0 | 8                    | 8                    | 23                   |                      |                      |
| 1961-1962  | Maple Leafs de Toronto          | LNH            | 2   | 0                | 0                | 0                | 0                | -                | - | -                    | -                    | -                    |                      |                      |
| 1961-1962  | Americans de Rochester          | LAH            | 3   | 0                | 3                | 3                | 2                | -                | - | -                    | -                    | -                    |                      |                      |
| 1962-1963  | Americans de Rochester          | LAH            | 71  | 4                | 24               | 28               | 143              | 2                | 0 | 0                    | 0                    | 6                    |                      |                      |
| 1963-1964  | Maple Leafs de Toronto          | LNH            | 4   | 0                | 0                | 0                | 6                | -                | - | -                    | -                    | -                    |                      |                      |
| 1963-1964  | Americans de Rochester          | LAH            | 47  | 4                | 23               | 27               | 119              | -                | - | -                    | -                    | -                    |                      |                      |
| 1963-1964  | Clippers de Baltimore           | LAH            | 11  | 0                | 3                | 3                | 8                | -                | - | -                    | -                    | -                    |                      |                      |
| 1964-1965  | Rangers de New York             | LNH            | 58  | 1                | 11               | 12               | 145              | -                | - | -                    | -                    | -                    |                      |                      |
| 1965-1966  | Rangers de New York             | LNH            | 64  | 1                | 7                | 8                | 106              | -                | - | -                    | -                    | -                    |                      |                      |
| 1966-1967  | Rangers de New York             | LNH            | 69  | 2                | 10               | 12               | 59               | 4                | 0 | 0                    | 0                    | 6                    |                      |                      |
| 1967-1968  | Rangers de New York             | LNH            | 74  | 1                | 25               | 26               | 85               | 6                | 0 | 1                    | 1                    | 8                    |                      |                      |
| 1968-1969  | Rangers de New York             | LNH            | 74  | 10               | 12               | 22               | 50               | 4                | 0 | 1                    | 1                    | 0                    |                      |                      |
| 1969-1970  | Rangers de New York             | LNH            | 73  | 15               | 21               | 36               | 78               | 4                | 0 | 4                    | 4                    | 9                    |                      |                      |
| 1970-1971  | Rangers de New York             | LNH            | 48  | 3                | 12               | 15               | 24               | -                | - | -                    | -                    | -                    |                      |                      |
| 1970-1971  | Red Wings de Détroit            | LNH            | 7   | 2                | 6                | 8                | 30               | -                | - | -                    | -                    | -                    |                      |                      |
| 1971-1972  | Red Wings de Détroit            | LNH            | 77  | 2                | 23               | 25               | 84               | -                | - | -                    | -                    | -                    |                      |                      |
| 1972-1973  | Islanders de New York           | LNH            | 48  | 4                | 8                | 12               | 27               | -                | - | -                    | -                    | -                    |                      |                      |
| 1972-1973  | Flames de Calgary               | LNH            | 15  | 1                | 0                | 1                | 17               | -                | - | -                    | -                    | -                    |                      |                      |
| 1973-1974  | Flames de Calgary               | LNH            | 48  | 2                | 6                | 8                | 29               | 4                | 0 | 0                    | 0                    | 0                    |                      |                      |
| 1974-1975  | Blades de Baltimore             | AMH            | 50  | 3                | 4                | 7                | 27               | -                | - | -                    | -                    | -                    |                      |                      |
| 1974-1975  | Blazers de Vancouver            | AMH            | 10  | 0                | 1                | 1                | 13               | -                | - | -                    | -                    | -                    |                      |                      |
| Totaux LNH | Totaux LNH                      | Totaux LNH     | 681 | 44               | 141              | 185              | 740              | 22               | 0 | 6                    | 6                    | 23                   |                      |                      |

### Entraîneur
| Saison    | Équipe                 | Ligue |    | PJ | V  | D | N |  | Séries éliminatoires |
| 1987-1988 | Derbys de Streetsville | COJHL | 44 | 26 | 14 | 4 | - |  |                      |